# NGC 5025
NGC 5025 је спирална галаксија у сазвежђу Ловачки пси која се налази на NGC листи објеката дубоког неба.
Деклинација објекта је + 31° 48' 31" а ректасцензија 13h 12m 44,8s. Привидна величина (магнитуда) објекта NGC 5025 износи 13,6 а фотографска магнитуда 14,4. NGC 5025 је још познат и под ознакама UGC 8292, MCG 5-31-155, CGCG 160-162, IRAS 13103+3204, PGC 45887.